# Benedetto Maria della Camera
Benedetto Maria della Camera (* 3. April 1837 in Morcone; † 19. Juni 1926) war ein italienischer römisch-katholischer Geistlicher und Weihbischof in Cerreto Sannita.

## Leben
Benedetto Maria della Camera empfing am 25. Mai 1861 das Sakrament der Priesterweihe.
Am 16. Januar 1893 ernannte ihn Papst Leo XIII. zum Titularbischof von Thermopylae und zum Weihbischof in Cerreto Sannita. Der Kardinalvikar für das Bistum Rom, Lucido Maria Parocchi, spendete ihm am 22. Januar desselben Jahres die Bischofsweihe; Mitkonsekratoren waren der Sekretär der Kongregation für die Apostolische Visitation, Kurienerzbischof Antonio Maria Grasselli OFMConv, und der Weihbischof in Ostia, Luigi Canestrari.